# 1918 no teatro

## Nascimentos
| Data           | Nome           | Profissão        | Nacionalidade  | Observações | Ref |
| -------------- | -------------- | ---------------- | -------------- | ----------- | --- |
| 29 de Março    | Pearl Bailey   | actriz e cantora | Estados Unidos | m. 1990     |     |
| 19 de Dezembro | Sônia Oiticica | atriz            | Brasil         | m. 2007     |     |

## Mortes
| Data          | Nome                           | Profissão                                                 | Nacionalidade | Observações | Ref |
| ------------- | ------------------------------ | --------------------------------------------------------- | ------------- | ----------- | --- |
| 17 de março   | Gastão Raul de Forton Bousquet | abolicionista, poeta, jornalista, autor teatral, escritor | Brasil        | n. 1870     |     |
| 2 de dezembro | Edmond Rostand                 | poeta e dramaturgo                                        | França        | n. 1868     |     |